# Philibert de Chalon
Pour les articles homonymes, voir Chalon.
Pour les autres membres de la famille, voir Maison de Chalon-Arlay.
Philibert de Chalon-Arlay, né le 18 mars 1502 à Lons-le-Saunier et mort le 3 août 1530 à Gavinana, prince d'Orange, seigneur d'Arlay, de Lons, d'Arguel et de Nozeroy, est un noble du Saint-Empire, général de l'armée de Charles Quint à partir de 1523.
Il est le dernier représentant d'une branche cadette des comtes de Bourgogne de la maison de Chalon-Arlay, issue de Guillaume IV de Bourgogne (vers 1090-vers 1155), branche qui acquiert la principauté d'Orange par le mariage de Jean III de Chalon-Arlay (mort en 1418) avec Marie des Baux-Orange (morte en 1417), héritière de Raymond des Baux, prince d'Orange. 
Après sa mort, son héritage passe à la maison de Nassau, notamment à Guillaume d'Orange-Nassau (1533-1584), un des fondateurs des Provinces-Unies (1581). Sa devise est à l'origine de l'actuelle devise des Pays-Bas : « Je maintiendrai ».

## Biographie

### Origines familiales et formation

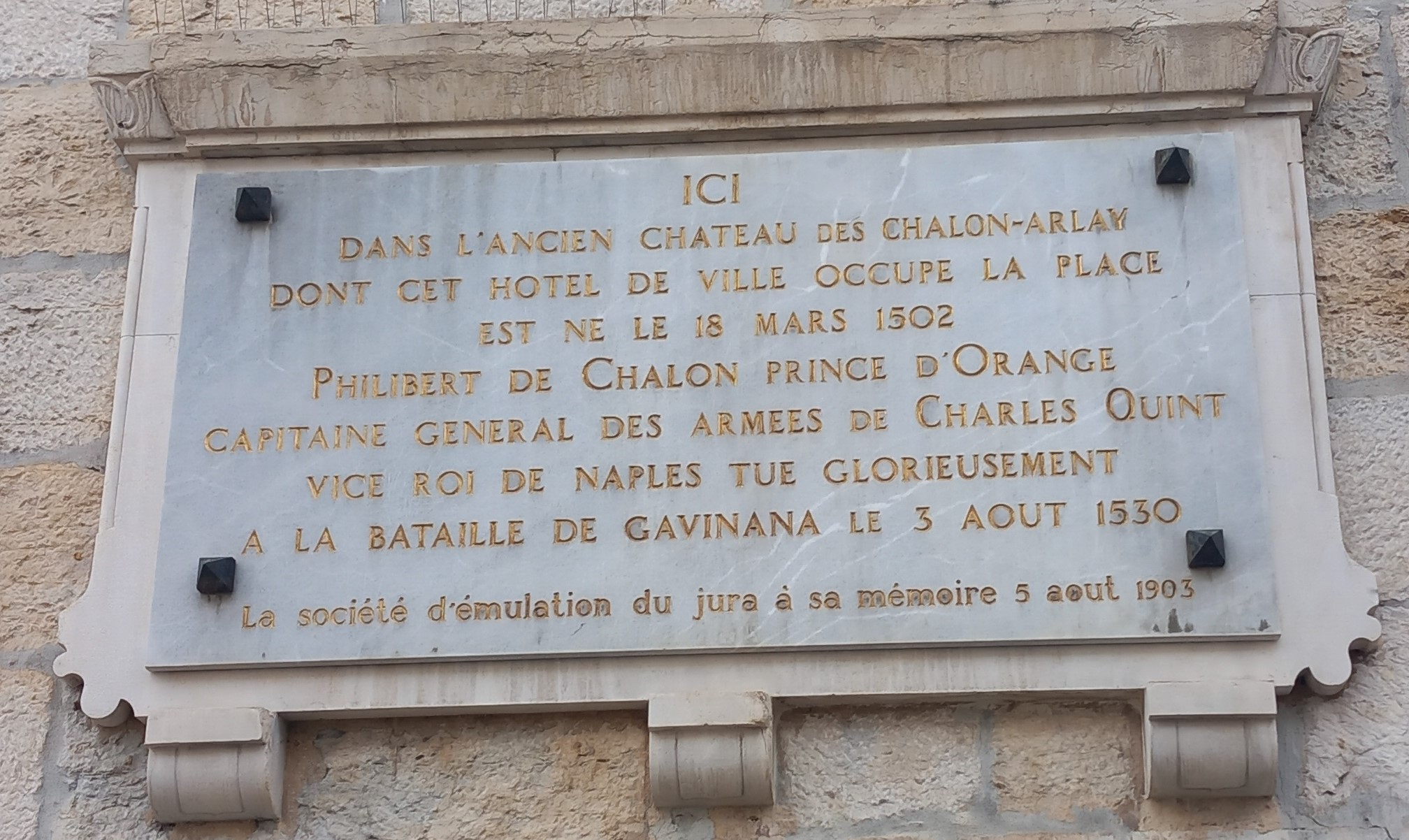
Plaque sur la maison natale de Philibert de Chalon

Il naît le 18 mars 1502 à Lons-le-Saunier, dans l'actuel département du Jura, à l'époque dans le comté de Bourgogne, qui fait partie du Saint-Empire, contrairement au duché de Bourgogne, qui est du royaume de France. 
Il est le fils de Jean IV de Chalon-Arlay, prince d'Orange, et de Philiberte de Luxembourg-Brienne, fille d'Antoine de Luxembourg, comte de Brienne, de Ligny et de Roucy. 
Son père meurt à 59 ans, trois semaines après la naissance de Philibert, qui lui succède sous la régence de sa mère. 
Son émancipation en 1517 donne lieu à de grandes célébrations qui culminent avec le tournoi de Nozeroy organisé par son ami, chambellan et maitre d'hôtel Claude de Montrichard, qui plus tard organisera le rapatriement de la dépouille du prince d'Orange en France, puis ses funérailles.

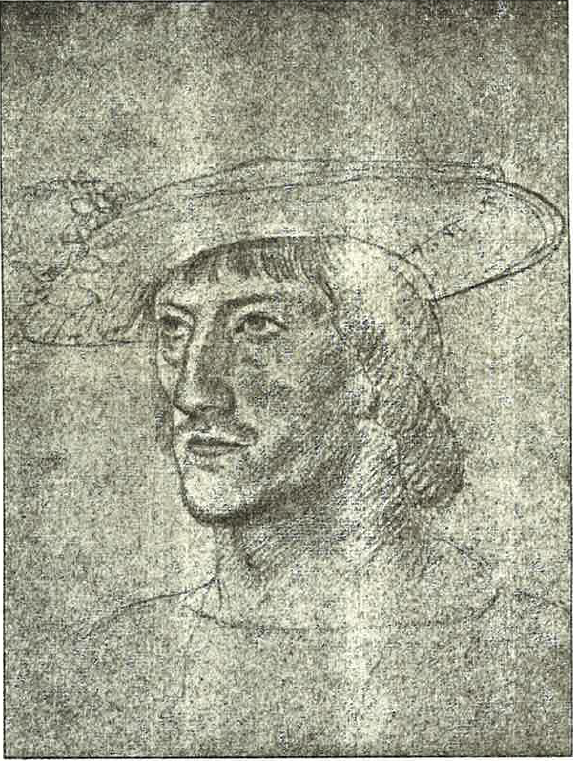
Portrait du Prince d'Orange Philibert, à partir d'un portrait contemporain du British Museum.

### Entre la France et l'Empire
Il prend part aux grands événements de la première partie des luttes[pas clair] entre François Ier de France et Charles Quint. 
Celui-ci le fait chevalier de l'ordre de la Toison d'or en 1516, mais le prince demande que cela reste secret dans un premier temps afin de ne pas provoquer de rupture avec le roi de France. 
Il prend clairement le parti de l'empereur en 1523, la même année que le connétable de Bourbon. Brantôme rapporte ainsi son changement de camp : après une incursion française dans sa principauté d'Orange, il se rend auprès de François Ier pour plaider sa cause, mais le roi le reçoit avec un tel mépris que le prince offre ses services à l’empereur quelques mois plus tard, alors que se déroule la sixième guerre d'Italie, commencée en 1521.

### La campagne en Basse-Navarre et en Béarn (1523)
En 1523 il est placé par Charles Quint à la tête d'une armée destinée à assurer l'occupation de la Navarre conquise pour la plus grande part en 1512 par Ferdinand d'Aragon. Il s'agit aussi d'affaiblir son roi Henri II de Navarre, qui tient encore la Basse-Navarre et est vicomte de Béarn. Il s'est allié au roi de France et depuis octobre 1521, un corps d'armée franco-béarnais occupe la ville frontalière de Fontarrabie, qui relève du royaume de Castille (province de Guipuscoa).
Il se met en marche en octobre, met le siège devant Fontarrabie, puis gagne la Basse-Navarre, où il assiège le château de Bidache qui est pris et incendié. Il obtient ensuite la capitulation de Mauléon en Soule. Le 13 décembre, il entreprend le siège de Sauveterre-de-Béarn qui capitule et, dans la foulée, occupe sans combats Navarrenx. L'hiver approchant, il décide de ramener ses troupes en Castille en évacuant les places conquises. Durant sa retraite, il pille Sordes, Garris et Saint-Jean-de-Luz. Il tente d'assiéger Bayonne, mais doit y renoncer, cette ville étant bien défendue par le maréchal de Lautrec. Il repasse en Espagne en janvier 1524. La reddition des occupants de Fontarrabie est obtenue le 27 février 1524.

### La campagne de Provence (1524) et la captivité (1524-1526)
Il participe ensuite à la campagne de Provence menée par Charles III de Bourbon après la bataille de la Sesia. 
Il est capturé par Andrea Doria en juillet 1524 lors du siege de Marseille, et retenu prisonnier jusqu'à la signature du traité de Madrid en janvier 1526. 

### La septième guerre d'Italie (1526-1530)
Il s'illustre pendant la septième guerre d'Italie (1526-1529). Après la mort du connétable de Bourbon en 1527 lors du siège de Rome, il est acclamé par ses troupes comme généralissime et tente d’apaiser les lansquenets protestants de Georg von Frundsberg (absent du champ de bataille), ainsi que les troupes espagnoles et italiennes, sans pouvoir empêcher le sac de Rome. 
En juin 1527, il exige du pape Clément VII, réfugié au château Saint-Ange, une capitulation complète, assortie d'un dédommagement de 400 000 ducats pour les troupes de Charles Quint.

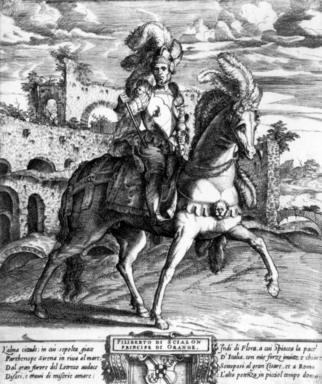
Philibert de Chalon à cheval

Après la mort d'Hugues de Moncade, le 28 mai 1528, Charles Quint le nomme gouverneur et capitaine général du royaume de Naples.
Il meurt près de Florence le 3 août 1530 à l'âge de 28 ans, lors de la bataille de Gavinana. 
Ses cendres sont rapatriées à Lons-le-Saunier où sa mère Philiberte de Luxembourg lui fait célébrer des obsèques grandioses ; il est inhumé dans l'église des Cordeliers de Lons-le-Saunier.

## Succession

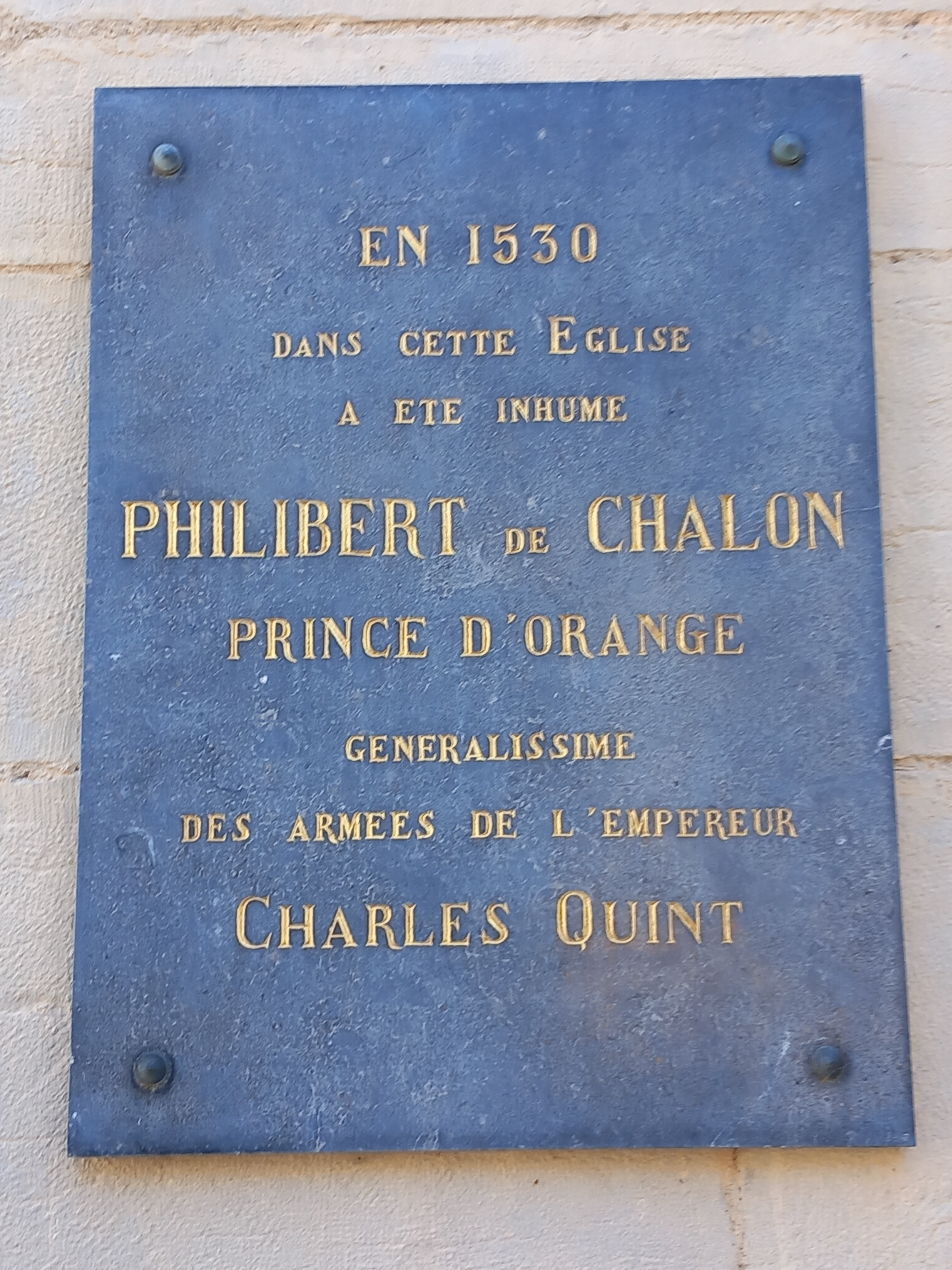
Sepulture à l'Église des Cordeliers

Son neveu, René de Nassau, fils de sa sœur Claude de Chalon et du comte de Nassau, hérite à sa mort de tous ses biens, dont la principauté d'Orange. Il relève son nom et ses armoiries, étant désormais appelé René de Chalon. 
René de Chalon étant mort sans descendant, tous ses biens patrimoniaux vont à son cousin germain, Guillaume de Nassau, qui devient « Guillaume d'Orange » (Guillaume le Taciturne), ancêtre de la maison d'Orange-Nassau, qui a régné sur les Pays-Bas depuis 1815 XIXe siècle après avoir joué un rôle essentiel dans l'histoire des Provinces-Unies, en ligne directe puis indirectement en ligne féminine.
Sa devise « Je maintiendrai Chalon » devient alors « Je maintiendrai Orange ». Par la suite, c'est devenu, sous la forme « Je maintiendrai » (en français), la devise actuelle des Pays-Bas.

## Titres
- Vice-roi et capitaine général du royaume de Naples
- Comte de Charny
- Vicomte de Besançon
- Seigneur d'Arlay, Arguel, Nozeroy, Rougemont, Orgelet et Montfaucon
- Capitaine général de l'armée impériale